# Walter Regelsberger
Walter Regelsberger (* 20. Mai 1925 in Wien) ist ein österreichischer Schauspieler.

## Leben
Er begann seine Bühnenlaufbahn 1945 und spielte in den folgenden dreizehn Jahren unter anderem am Wiener Burgtheater und am Akademietheater. Im Januar 1954 erlangte er einige Aufmerksamkeit, als er bei der Burgtheater-Aufführung von Tolstois Und das Licht scheinet in der Finsternis im letzten Moment für den an Grippe erkrankten Kollegen Erich Auer einsprang.
Seit 1952 übernahm Regelsberger Nebenrollen im deutsch-österreichischen Film.

## Filmografie
- 1952: Seesterne
- 1953: Flucht ins Schilf
- 1954: Die letzte Brücke
- 1955: Du bist die Richtige
- 1955: Ludwig II. – Glanz und Ende eines Königs
- 1955: Der letzte Akt
- 1955: Versuchung
- 1955: Mozart
- 1956: Bademeister Spargel
- 1956: Das Hirtenlied vom Kaisertal
- 1956: Wo die Lerche singt
- 1956: Wilhelm Tell
- 1957: Scherben bringen Glück
- 1957: Sissi – Schicksalsjahre einer Kaiserin
- 1958: Auch Männer sind keine Engel (Wiener Luft)
- 1959: Die unvollkommene Ehe
- 1959: Jacqueline
- 1960: Das große Wunschkonzert
- 1960: Ich heirate Herrn Direktor
- 1960: Am Galgen hängt die Liebe
- 1961: Saison in Salzburg
- 1962: …und ewig knallen die Räuber
- 1962: Waldrausch
- 1962: Der rote Rausch
- 1962: Ein Gruß aus Wien (Almost Angels)
- 1963: Schwejks Flegeljahre
- 1963: Ein Alibi zerbricht
- 1965: An der schönen blauen Donau
- 1965: Schüsse im 3/4 Takt
- 1966: Der Kongreß amüsiert sich
- 1967: Männer in den besten Jahren erzählen Sexgeschichten
- 1968: Willst Du ewig Jungfrau bleiben?
- 1971: Und Jimmy ging zum Regenbogen